# Cícero Alves de França
Cícero Alves de França (ur. 13 marca 1975 w Cajazeiras) – brazylijski duchowny katolicki, biskup pomocniczy São Paulo od 2022.

## Życiorys
Święcenia kapłańskie przyjął 7 marca 2004 i został inkardynowany do archidiecezji São Paulo. Po święceniach został wicerektorem filozoficznej części archidiecezjalnego seminarium, a w 2010 objął urząd rektora w jego teologicznej części.
3 marca 2022 papież Franciszek mianował go biskupem pomocniczym archidiecezji São Paulo oraz biskupem tytularnym Missua. Sakry udzielił mu 8 maja 2022 kardynał Odilo Scherer.